# Ори, Марвин
Марвин Ори (африк. Marvin Orie, родился 15 февраля 1993 года в Кейптауне) — южноафриканский регбист, выступающий на позиции лока. Известен по выступлениям за франшизы «Буллз» и «Лайонз» (одноимённые клубы в Супер Регби и фарм-клубы «Блю Буллз» и «Голден Лайонз» в Кубке Карри), а также за сборную ЮАР.

## Игровая карьера

### Кубок Варсити
В юношеском возрасте играл за команду Западной провинции в Неделе Кравена 2006 (команды до 13 лет), Неделе Гранта Кхомо 2009 (команды до 16 лет) и Неделе Кравена 2010 (команды до 18 лет). Позже перешёл во франшизу «Буллз» из Претории. В 2011 году с «быками» дошёл до финала чемпионата провинций среди команд не старше 19 лет, через год выиграл чемпионат провинций среди игроков не старше 21 года. Входил в 2012 году в заявку сборной ЮАР на чемпионат мира U-20: не сыграл ни одного матча, но с командой стал чемпионом мира.
В 2013 году в Кубке Варсити Ори играл за команду университета Претории «Такс», принеся ей второй титул подряд. В 2013 году был назначен капитаном сборной ЮАР на очередном молодёжном чемпионате мира, но из-за опасного перелома ноги в финале Кубка Варсити пропустил оставшуюся часть сезона.

### Блю Буллз
В 2012 году Ори попал в заявку «Блю Буллз» на матч Кубка Vodacom против «Пумас» в городе Нелспрёйт, но на матч не вышел. Дебют за команду состоялся только 29 марта 2014 года в игре против «Леопардс» в Кубке Vodacom 2014 в Леудорингстаде. После пяти выходов на замену он впервые вышел в стартовом составе в полуфинале турнира против «Голден Лайонз».

### Лайонз
В 2017 году Ори стал игроком клуба «Лайонз» в Супер Регби. 2 июня 2018 года Ори дебютировал в майке сборной ЮАР матчем в Вашингтоне против Уэльса, 20 июля 2019 года провёл матч против Австралии в Йоханнесбурге, а 17 августа того же года сыграл в Претории против Аргентины. В финальную заявку сборной на чемпионат мира в Японии не попал. В 2019 году на правах аренды играл за валлийский «Оспрейз», в то время как основные игроки клуба выступали на чемпионате мира.
3 февраля 2021 года Ори заявил, что продлевать контракт с «Лайонз» не будет.